# Touch Me (canção)
"Touch Me" é uma canção da banda estadunidense The Doors lançada no seu álbum The Soft Parade. Composta por Robby Krieger, é melhor conhecida pelo seu grande uso de instrumentos de cordas e de sopro para acentuar a voz de Jim Morrison (incluindo um solo do saxofonista Curtis Amy), o que a tornou uma das mais reconhecidas canções que os Doors lançaram. A sua versão single foi lançada em Dezembro de 1968.

## Posição nas paradas musicais
| Parada (1968–1969)                 | Melhor posição |
| ---------------------------------- | -------------- |
| Finlândia (Soumen Virallinen)      | 23             |
| Nova Zelândia (Listener)           | 6              |
| África do Sul (Springbok)          | 7              |
| Estados Unidos (Billboard Hot 100) | 3              |
| Estados Unidos (Cash Box Top 100)  | 1              |

| Chart (1969)                       | Rank |
| ---------------------------------- | ---- |
| Canadá (RPM)                       | 23   |
| Estados Unidos (Billboard Hot 100) | 49   |
| Estados Unidos (Cash Box)          | 18   |

### Certificações
| Região                                              | Certificação | Vendas     |
| --------------------------------------------------- | ------------ | ---------- |
| Estados Unidos (RIAA)                               | Ouro         | 1,000,000^ |
| ^números de vendas baseados somente na certificação |              |            |